# Ерато
Ерато (грец. Ἐρᾰτώ — «мила») — одна з 9 муз, була, як і її сестри, дочкою Зевса та Мнемосіни, уособлювала любовну (еротичну) поезію; зображували її з лірою (кіфарою) в руках у товаристві малого Ероса. Ерато був присвячений місяць квітень.

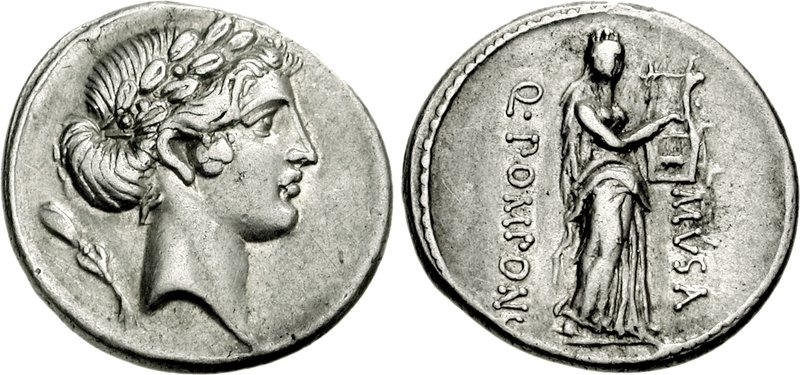
Ерато на монеті Квінта Помпонія Музи

До Ерато звертаються в поемах Аполлоній Родоський і Вергілій.
Народила від Мала дочку Клеофему.
Згідно з Діодором, отримала ім'я від уміння учнів ставати бажаними для пристрасті і любові (еперастой).